# Grundselstjärnen
Grundselstjärnen är en sjö i Vilhelmina kommun i Lappland och ingår i Ångermanälvens huvudavrinningsområde. Sjön har en area på 0,0538 kvadratkilometer och ligger 532,2 meter över havet.

## Delavrinningsområde
Grundselstjärnen ingår i det delavrinningsområde (721413-148775) som SMHI kallar för Ovan Garsbäcken. Medelhöjden är 549 meter över havet och ytan är 7,47 kvadratkilometer. Räknas de 5 avrinningsområdena uppströms in blir den ackumulerade arean 91,59 kvadratkilometer. Marsån som avvattnar avrinningsområdet har biflödesordning 2, vilket innebär att vattnet flödar genom totalt 2 vattendrag innan det når havet efter 350 kilometer. Avrinningsområdet består mestadels av skog (83 procent) och sankmarker (14 procent). Avrinningsområdet har 0,1 kvadratkilometer vattenytor vilket ger det en sjöprocent på 1,3 procent.